# إبرام (بابا الإسكندرية)
إبرام الأول المعروف بـ ابن زرعة، بابا الإسكندرية وبطريرك الكرازة المرقسية للأقباط الأرثوذكس رقم 62، أصله سرياني. وأقام بطريركاً 3 سنوات و11 شهر، في الفترة من 975م حتى 3 ديسمبر 978 م، وتوفي. وخلا الكرسي بعده لمدة 3 أشهر و25 يوماً.